# Wilhelm Freddie
Wilhelm Frederik Christian Carlsen Freddie  (n. 7 de febrero de 1909 - f. 26 de octubre de 1995 en Copenhague) fue un escultor grabador, artista objetual, profesor y pintor danés. 
Fue también conocido por sus intervenciones en el cine, el ballet y la escenografía. También estuvo vinculado al Happening.

## Datos biográficos
Inicialmente trabajó en una línea un tanto abstracta dentro de la corriente del constructivismo. En 1927 descubrió el surrealismo, produciendo entonces obras más realistas, bajo la influencia de Salvador Dalí. Participó en la edición de las revistas "Lenien" y "Konkretion".
Algunas de sus obras fueron muy controvertidas y consideradas pornográficas en su época. En 1937, en la inauguración de una exposición en Copenhague, se le acusó de propagación de pornografía. La exposición fue clausurada por la policía, las obras confiscadas y Freddie encarcelado. 
En 1942 huyó a Suecia, donde permaneció durante 8 años. Después de la guerra comenzó a utilizar formas geométricas, sus obras estaban imbuidas por el erotismo y el humor. 
Sus méritos artísticos fueron reconocidos más tarde.
Falleció el 26 de octubre de 1995 en Copenhague. 